# Glossobalanus ruficollis
Glossobalanus ruficollis är en djurart som tillhör fylumet svalgsträngsdjur, och som först beskrevs av Willey 1899.  Glossobalanus ruficollis ingår i släktet Glossobalanus och familjen Ptychoderidae. Inga underarter finns listade i Catalogue of Life.